# تشارلز لام
تشارلز لام وبالإنجليزية (Charles Lamb) ولد في 10 فبراير 1775 هو كاتب وناقد إنجليزي اشترك مع أخته ماري في كتابة قصص من شيكسبير أو Tales from Shakespeare عام 1807. اشتهر في مجال النقد بكتابه نماذج شعراء الدراما الإنجليز. من أشهر مؤلفاته مقالات ايليا، جمعت ما بين 1823 و1833، حشد فيها كثيرًا من ذكرياته وخبراته.، ويُعدُّ من كُتّاب المقالة البارزين في الأدب الإنكليزي.

## روابط خارجية
- تشارلز لام على موقع الموسوعة البريطانية (الإنجليزية)
- تشارلز لام على موقع ميوزك برينز (الإنجليزية)
- تشارلز لام على موقع إن إن دي بي (الإنجليزية)